# Theloderma horridum
Espèce
Synonymes
- Ixalus horridus Boulenger, 1903

Statut de conservation UICN

 LC  : Préoccupation mineure
Theloderma horridum est une espèce d'amphibiens de la famille des Rhacophoridae.

## Répartition
Cette espèce se rencontre, entre 100 et 800 m d'altitude :
- dans l'extrême Sud de la Thaïlande ;
- en Malaisie péninsulaire ;
- en Malaisie orientale dans l’État du Sabah.

Sa présence est incertaine au Brunei.

## Publication originale
- Boulenger, 1903 : Report on the Batrachians and Reptiles. in Annandale & Robinson, 1903 : Fasciculi Malayenses: Anthropological and Zoological Results of an Expedition to Perak and the Siamese Malay States, 1901-1902, p. 131-178 (texte intégral).